# Zűrzavaros idők

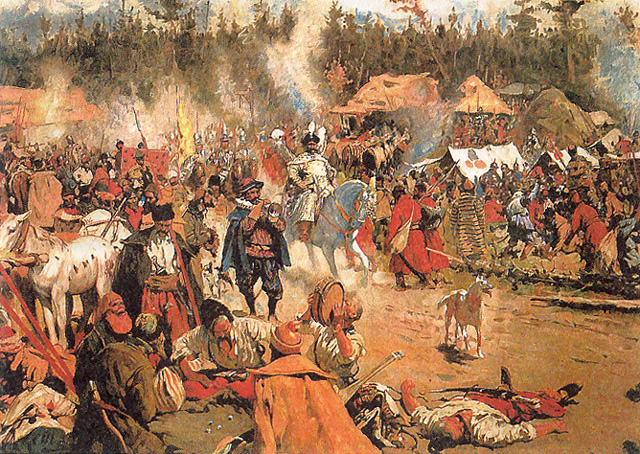
A zűrzavaros időkben Szergej Ivanov festménye 1886-ból

A zűrzavaros idők (oroszul: Смутное время, Szmutnoje vremja, 1598–1613) I. Fjodor halála és a Romanov-dinasztia 1613-as megalapítása között eltelt időt jelöli. Hosszú, külföldi beavatkozásokkal is kísért polgárháborús időszak volt ez Oroszországban, amely lakosságának harmadát veszítette el az 1601–03 között tartó éhínségben.

## Előzmények

### A meggyengült Rurik-dinasztia
1584-ben, egy évvel azután, hogy a livóniai háborúban vereséget szenvedett, IV. (Rettegett) Iván orosz cár meghalt. Helyét a másodszülött fia, I. Fjodor vette át. Fjodor helyett azonban a valóságban egy feltételezhetően tatár származású kisnemesi családból jött bojár, Borisz Godunov, I. Fjodor feleségének, Irina cárnénak a bátyja gyakorolta a hatalmat.
Borisz Godunov IV. Iván cár özvegyét Marija Nagaját és I. Fjodor cár kiskorú testvérét, Dmitrijt Uglicsba száműzte.
1591. május 15-én az ifjú cárevics meghalt. Godunov ekkor elküldte a Rurik-dinasztia sujszkiji ágának a fejét, Vaszilij Sujszkij herceget, hogy vizsgálja ki az ügyet. A felháborodott uglicsiak ugyanis megölték a tragédia helyszínén Mihail Bityagovszkij fiát, akit a gyilkossággal gyanúsítottak. Sujszkij azt állapította meg, hogy epilepsziás roham jött rá a trónörökösre, és saját magát sebezte halálra tőrével. A cár özvegyét viszont nem kérdezték ki sohasem, ráadásul a gyermek holttestét őrizetlenül hagyták május 19-éig, amikor Vaszilij Sujszkij megérkezett, a testet valószínűleg minden vizsgálat nélkül elföldelték. Bityijagvszkij meglincseléséért több ezer uglicsi embert megöltek vagy száműztek, és egy sor megtorló intézkedést vezettek be, miután olyan pletykák terjengtek, hogy Borisz Godunov keze van a dologban.
1598-ban Fjodor cár is meghalt, és nem hagyott közvetlen örököst maga után. Ez egyúttal az orosz történelmet több mint hétszáz éven át fémjelző Rurik-dinasztia kihalását még nem, de annak meggyengülést is jelentette.

## A zűrzavarok megindulása

### Az első állítólagos Dmitrij

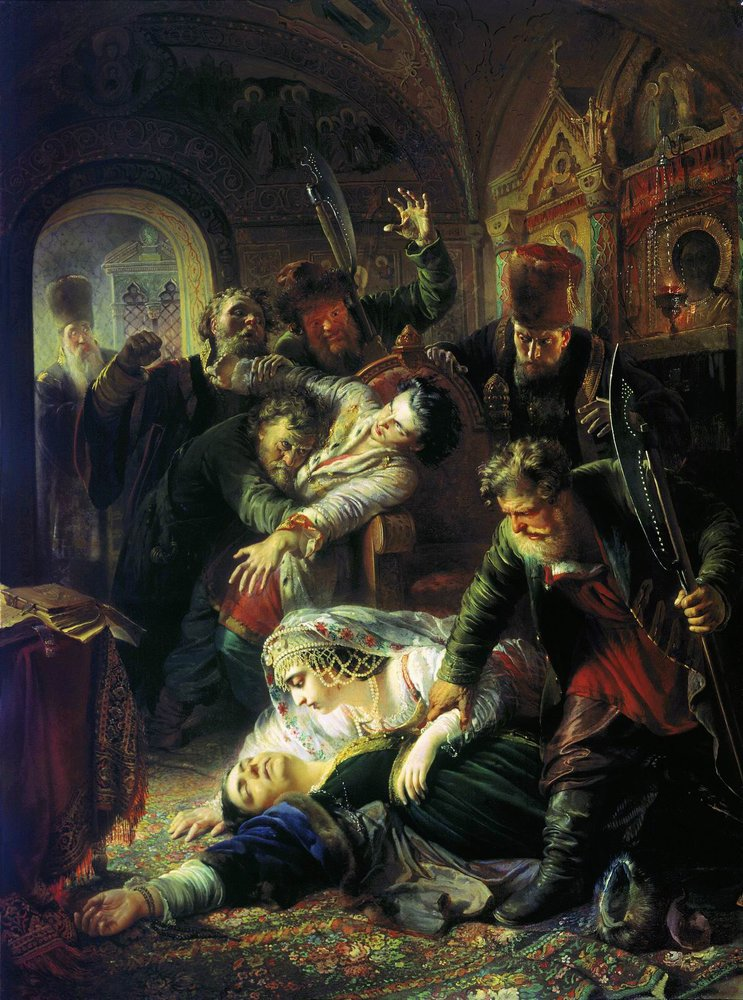
Ál-Dmitrij ügynökei meggyilkolják Fjodor Godunovot és anyját, Konsztantyin Jegorovics Makovszkij 1862-es festménye

Borisz Godunovot cárrá választotta az országos gyűlés, a zemszkij szobor, majd megkoronázták. A gyanú viszont megmaradt az emberekben, hogy ő volt a gyilkosa Dmitrijnek.
1601–1603 között nagy éhínség volt az országban, mivel az időjárás igen kedvezőtlen volt, a nyári éjszakákon gyakran fagypont alá csökkent a hőmérséklet. Ennek egyik lehetséges oka a perui Huaynaputina vulkán 1600-as kitörése volt. Ennek következtében a cár ellen több helyen parasztfelkelések robbantak ki, mert a parasztok az uralkodót tették felelőssé a szárazság és a korai fagyok miatti éhínségért. A megmozdulásokat végül leverték, Borisz cár pedig nagy alamizsnát és élelmiszert osztott Moszkva népének.
1603-ban Adam Wiśniowiecki lengyel nemesnél felbukkant egy szolgáló fiú, aki magát Dmitrijnek adta ki. Ennek hamar híre ment és a szemtanúk állítása szerint a férfi valóban hasonlított a cárevicsre. Dmitrij elmondta, hogy Godunov tényleg meg akarta ölni, hogy ő lehessen az orosz uralkodó. Anyja kicserélte egy másik fiúra, aki meghalt helyette. Elmondása szerint évekig egy jószívű orvos rejtegette oroszországi kolostorokban, majd halála után előbb Litvániába, azután Lengyelországba ment, ahol eleinte magántanítóként működött. Jól beszélt lengyelül, litvánul és oroszul, valamicskét olaszul is, amellett eléggé jól eligazodott az orosz történelemben, írt, olvasott, tudott vívni, vadászni, lovagolni. Ez minden bizonnyal nemesi származásra és remek nevelésre utal.
Godunov azt a hírt kezdte terjeszteni – mikor értesült az esetről –, hogy az az ember nem más, mint egy Grigorij nevű szökött szerzetes, a csudovi kolostorból, de állítását nem tudta alátámasztani, és uralma megrendült. Uralkodásának törvényességét az arisztokrácia pedig ezek alapján nagyon is kétségbe vonta. A lengyel főurak kapva kaptak Dmitrij felbukkanásán (aki bejelentette igényét a trónra), mert elkeseredéssel töltötte el őket, hogy Borisz Godunov ül a trónon, és alig várták bosszút vehessenek a gyűlölt cáron.
1604-ben Dimitrijt bemutatták III. Zsigmond lengyel királynak, aki némi tétovázás után évi járadékot ítélt meg neki, de nem tett ígéretet arra, hogy közvetlenül segíti a cári trón megszerzésében, főleg azért is, mert 1598 óta háborúban állt Svédországgal, miután a Riksdag megfosztotta annak idején trónjától és nagybátyját, Károlyt választották királlyá, de azért sem, mivel ő is pályázott az orosz cári címre.
Dmitrij lengyelekből és litvánokból álló négyezer fős serege élén benyomult Oroszországba, és győzelmet aratott Godunov seregei felett. A második csatában azonban vereséget szenvedett, de a parasztok, a doni és a zaporozsjei kozákok melléje álltak.
A régóta betegeskedő Borisz 1605. április 13-án szélütés következtében meghalt. Fia, a 16 éves II. Fjodor nem sokáig uralkodott, mert májusra a megmaradt cári csapatok is átálltak Dmitrij mellé. Júniusban a moszkvaiak elfoglalták a Kremlt, és a cárt anyjával együtt meggyilkolták. A Rurik-ház rangidős tagja és 1598-tól a feje, Vaszilij Sujszkij herceg pedig ekkor megerősítette, hogy Dmitrij él, és nyomban átállt mellé.

### Dmitrij tíz hónapja

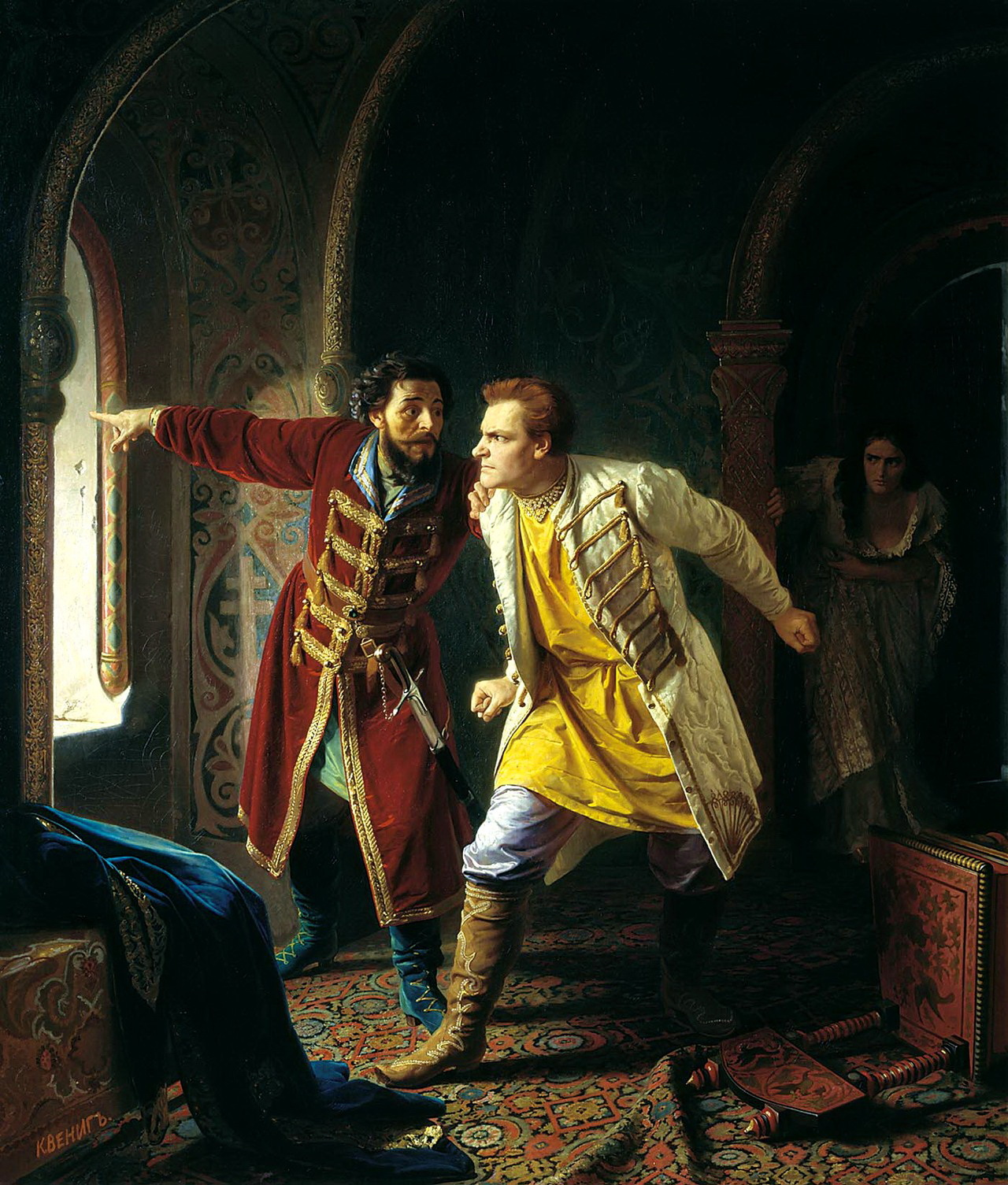
Ál-Dmitrij utolsó percei, Carl Wenig festménye 1879-ből

1605. június 20-án Dmitrij bevonult Moszkvába, ahol lelkes tömeg fogadta. Július 30-án az Uszpenszkij-székesegyházban cárrá koronázták. Miután hatalma kiterjesztésébe fogott, és ennek érdekében félre akarta állítani a főnemességet a vezetői posztokból, Vaszilij Sujszkij az 1591-es jelentését erősítette meg, s megpróbálta maga kezébe venni a hatalmat, hiszen ha Dmitrij valóban meghalt, őt mint rurikidát illeti meg a trón, ám elfogták, és halálra ítélték. Az ítéletet ellenben Dmitrij nagylelkűségéről akarva tanúbizonyságot tenni, inkább száműzetésre változtatta.
Bár számos engedményt tett, de nagyon kicsapongó életet élt, és Jerzy Mniszech lengyel herceg lányát, a katolikus vallású Marina Mniszech hercegnőt vette feleségül, így szárnyra kapott az a hír, miszerint újra egyesíteni akarja a ortodox egyházat a katolikussal, ami nem tetszett a bojároknak.
Sujszkij már szervezte az összeesküvést, és 1606. május 17-én, nem sokkal az esküvője után kirobbantott palotaforradalom megdöntötte a cár hatalmát, akit megöltek, feldaraboltak, megégettek, a hamvait ágyúba töltötték, és kilőtték a Lengyel–Litván Nemzetközösség irányába. A mészárlásnak számos külföldi, többségében lengyelek is áldozatul estek. Vaszilij Sujszkij ekkor magát IV. Vaszilij néven cárrá kiáltotta ki.

## A zűrzavar folytatódik
Sujszkij trónra lépése nem elégítette ki a bojárokat, a különféle nemesi csoportokat, a kozákokat és a német zsoldosokat, és a következő hét évben még két Dimitrij bukkant fel, az orosz parasztok körében tovább élt alakja. Miután szövetségre lépett a Svéd Királysággal, III. Zsigmond hadat üzent Oroszországnak, és kezdetét vette az 1609–1618 között tartó orosz–lengyel háború.

### A Bolotnyikov-felkelés (1606–1607)
Miután a nemesség nem ismerte el Sujszkij uralmát, egy Ivan Bolotnyikov nevű ember Ukrajnában a helyi parasztokból, törvényen kívüliekből, nemesekből és a kozákságból sereget verbuvált 1606 májusában, Dimitrij nevében. A nem csekély létszámú ukrán–kozák had betört Oroszországba és Jelecnél vereséget mért a cári seregekre, amelynek egy részét svéd zsoldosok tették ki. Sok orosz nemes Bolotnyikov mellé állt és ostrom alá vették a fővárost. A nemesek azonban rájöttek, hogy tervei elsősorban ellene irányulnak, így magára hagyták, és mikor a cár unokatestvére rárontott a seregére, több vezére is átállt az oldalára. A vereséget szenvedett felkelővezér elvonult a főváros alól. Az utána küldött cári hadak ostrom alá vették Kalugát, ám a Tulából érkező erősítésnek köszönhetően felmentették a várost. Erőivel ebbe a városba vonult, ahol egyesült a magát I. Fjodor fiának kiadó Ál-Péter hadaival. A cári sereg ostrom alá vette, és a felkelők büntetlenség fejében 1607 októberében feladták a várost. Az elfogott Bolotnyikovot azonban lefogták, Moszkvába vitték, megvakították, majd vízbe fojtották.

### A második állítólagos Dmitrij
1608-ban még egy Dmitrij tűnt fel, aki szintén fegyverrel kívánt a trónra jutni. A trónkövetelő lengyel, litván, ukrán, kozák, sőt tatár katonákból toborzott nagy sereget, amely ellen IV. Vaszilij a svédek segítségét kérte. Az egyesült orosz–svéd seregek megállították a betolakodókat és Dmitrijt Tusinóba szorították.

### Lengyel-litván intervenció Oroszországban

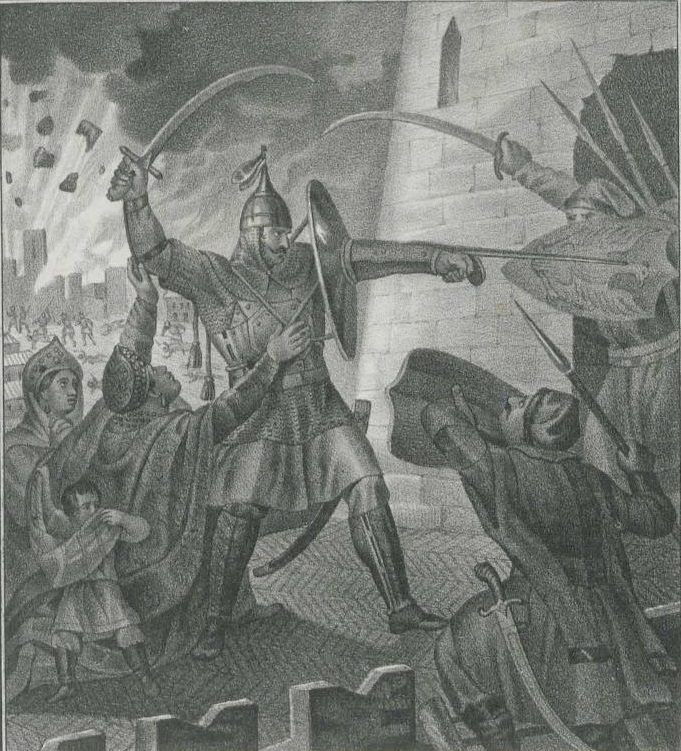
Szmolenszk lengyel ostroma

1609-ben III. Zsigmond a Szejm felhatalmazásával hadat üzent Oroszországnak a svéd szövetség miatt, mivel még mindig a svéd trónt akarta visszaszerezni. Elküldte Stanislaw Żółkiewskit egy kisebb sereggel Moszkva ellen, aki ostrom alá vette az erődített Szmolenszket. Az ostrom során a Sujszkijjal elégedetlen bojárok megkeresték Ulászlót, a trónörököst és felajánlották neki a trónt. Miután ő elfogadta ezt, a lengyel had egy része megindult a főváros felé, miközben Zsigmond folytatta a város ostromát. 1610. június 24-én a klusinói csatában Żółkiewski döntő győzelmet aratott az orosz cári hadak ellen. IV. Vaszilijt megbuktatták, a lengyelek 1611 nyarán elfoglalták Szmolenszket és október 8-án bevonultak Moszkvába. A bojárok megválasztották Ulászlót cárrá.
Bár Ulászló megígérte, hogy áttér ortodox hitre, de apja ezt megszegve igyekezett római katolikus hitre téríteni az országot, valamint magának követelte az orosz trónt. Később beleegyezett ugyan, hogy fia foglalja el a trónt, ragaszkodott hozzá, hogy régens legyen, és ennek ideje alatt minden bojár fogadjon neki is hűséget. A lengyelekkel rivalizáló svédek üzentek ezúttal hadat Oroszországnak, Ál-Dmitrij követelését támogatva, akit azonban december 20-án egyik saját követője gyilkolt meg. Oroszország kritikus helyzetbe került: a trón betöltetlen volt, a bojárok egymással civakodtak, Moszkva katolikus, Novgorod pedig svéd protestáns megszállás alatt volt. A lengyelek és német zsoldosaik 1611. március 17–19. között több ezer elégedetlenkedőt öltek meg, majd felgyújtották Moszkvát, és több település is hasonló sorsa jutott, mint például Vologda 1612. szeptember 22-én.

## A zűrzavar vége

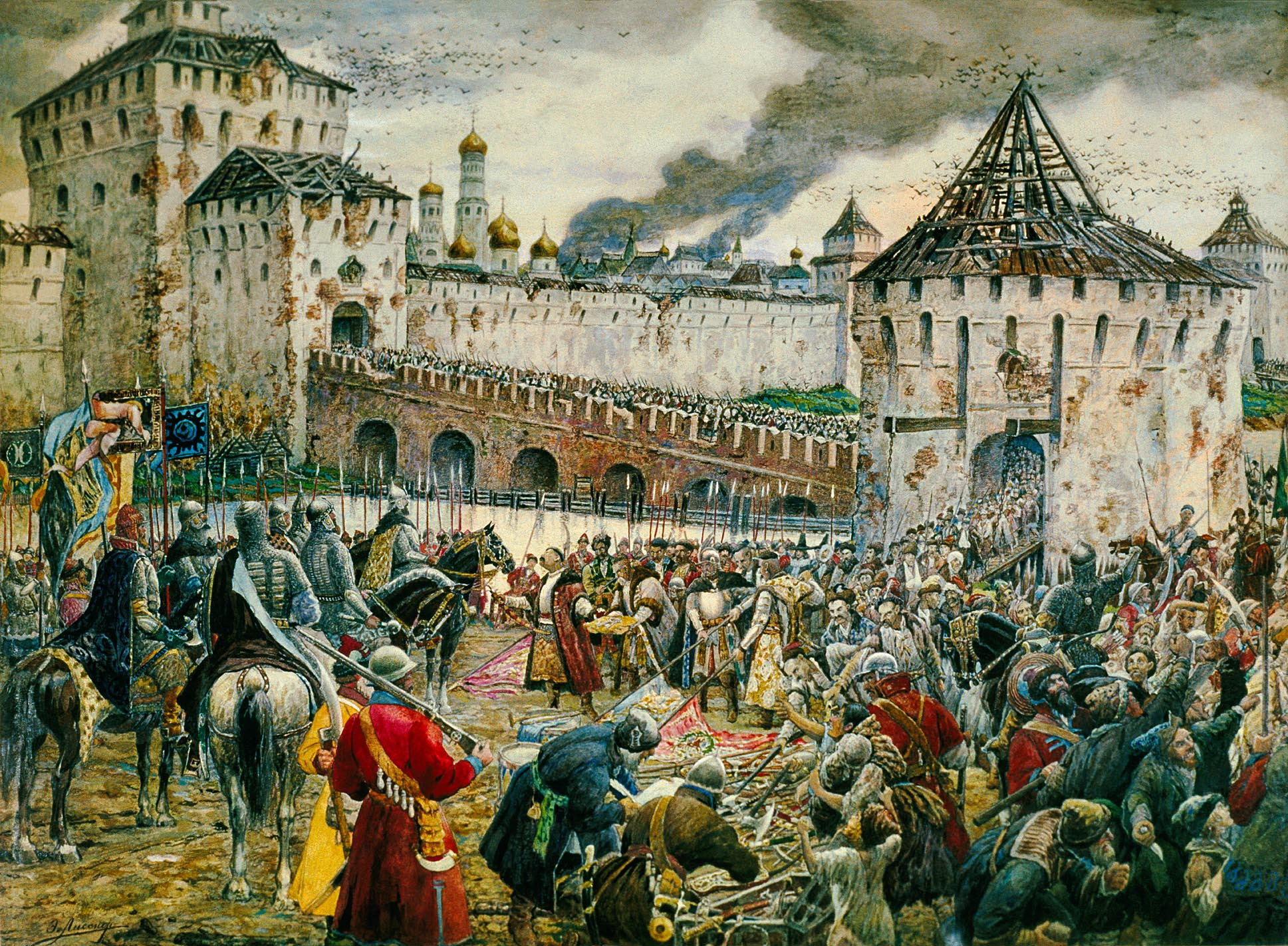
A lengyelek 1612-ben átadják a Kremlt Pozsarszkij hercegnek

Az elégedetlenkedő népfelkelők élére Kuzma Minyin Nyizsnyij Novgorod-i kereskedő és Dmitrij Mihajlovics Pozsarszkij Rurik-herceg álltak, akik az 1612. október 22-i (Gergely-naptár szerint november 1-jén) moszkvai csatában megverték a lengyel megszálló erőket, és a Kremlbe szorították vissza őket. A közeli lengyel sereg visszaverése után az ostromlott lengyelek megadták magukat. November 4-én ezért ünneplik a nemzeti egység napját, amit csak a kommunizmus éveiben nem tartottak meg (ekkor az 1917-es októberi orosz forradalom évfordulóját ünnepelték helyette).
1613-ban a nemzetgyűlés Mihail Romanovot választotta cárrá. Ettől kezdve a Romanov-dinasztia irányította Oroszországot egészen 1917-ig.
1618-ban a svédektől is szorongatott lengyelek megkötötték a gyeulinói békét.
1613-ban II. Gusztáv Adolf svéd király indított ugyan hadjáratot az orosz trón megszerzésére (Ingriai háború), bár különösebb eredmény nélkül lemondott tervéről, de Karélia és Ingermanland tartományt megszerezte, cserébe Novgorodot adta vissza az oroszoknak.